# Princípio da instanciação
O princípio da instanciação ou princípio da exemplificação é o conceito em metafísica e lógica de que não pode haver propriedades não instanciadas ou não exemplificadas  (ou universais). Em outras palavras, é impossível para uma propriedade existir quando não é tida por algum objeto. Aristóteles é conhecido por endorsar o princípio e Platão por negá-lo.[carece de fontes?]
Considere uma cadeira. Presumivelmente as cadeiras não existiam há 150.000 anos. Assim, conforme o princípio da instanciação, a propriedade de ser uma cadeira não existia há 150.000 anos também. Similarmente, se todos os objetos vermelhos repentinamente deixassem de existir, então a propriedade de ser vermelho também deixaria de existir.
Para fazer o princípio da instanciação mais plausível à luz desses exemplos, a existência de propriedades ou universais não está vinculada à sua existência real, mas à sua existência no espaço-tempo considerado como um buraco. Assim, qualquer propriedade que é instanciada, foi instanciada, ou será instanciada. A propriedade de ser vermelho existiria mesmo se todas as coisas vermelhas fossem destruídas, porque já havia sido instanciada. Isso aumenta o espectro de propriedades que existiriam se o princípio for verdadeiro.
Aqueles que endossam o princípio da instanciação são conhecidos como os realistas em re ou “realistas imanentes”.